# Kamienica Gdańska 33 w Bydgoszczy
Kamienica Gdańska 33 w Bydgoszczy – zabytkowa kamienica w Bydgoszczy.  

## Położenie
Budynek stoi w zachodniej pierzei ul. Gdańskiej, między Placem Wolności a ul. Śniadeckich. 

## Charakterystyka[2]
Kamienicę wzniesiono w latach 1876–1878 w stylu eklektycznym z zastosowaniem form neobarokowych. Budynek wyróżnia się szerokimi balkonami z kutymi balustradami. W parterze tuż po wybudowaniu mieściły się sklepy kolonialne, delikatesy i perfumeria, a później od 1909 roku cukiernia i kawiarnia. W okresie PRL - co najmniej od 1962r. - aż do przełomu lat 2013 i 2014 funkcjonował tu sklep rybny. We wnętrzu budynku zachowały się elementy pierwotnego wyposażenia, między innymi zabytkowy piec.
W kamienicy mieszkał dr Witold Bełza (1886–1933), inicjator założenia Towarzystwa Miłośników Miasta Bydgoszczy oraz pierwszy polski dyrektor Biblioteki Miejskiej.
Na parceli od 1899 roku działała fabryka R. Stephana, produkująca różnorodne wyroby ze skóry, między innymi siodła, kufry podróżne i torebki damskie.

## Galeria

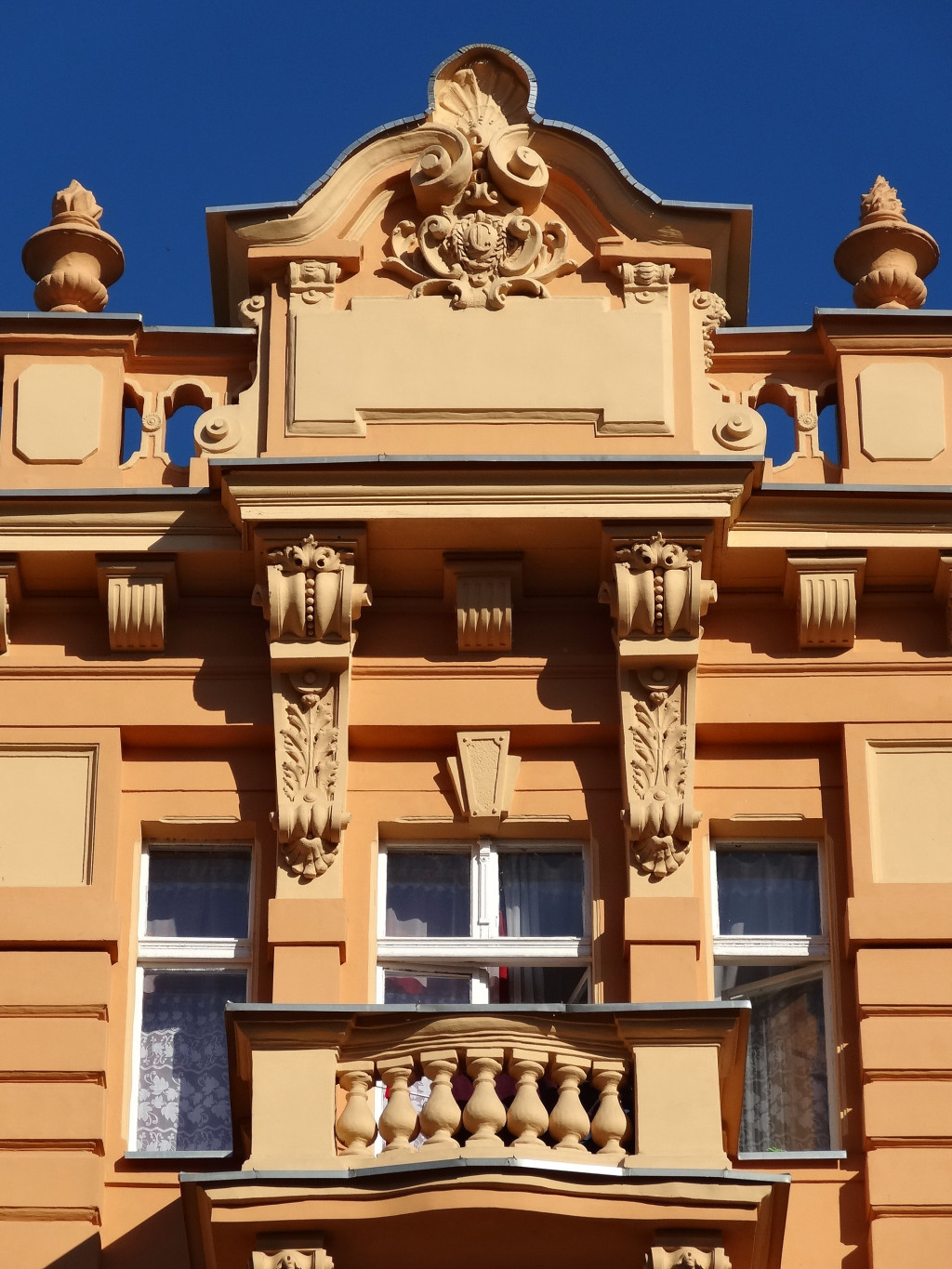
Gzyms z konsolami
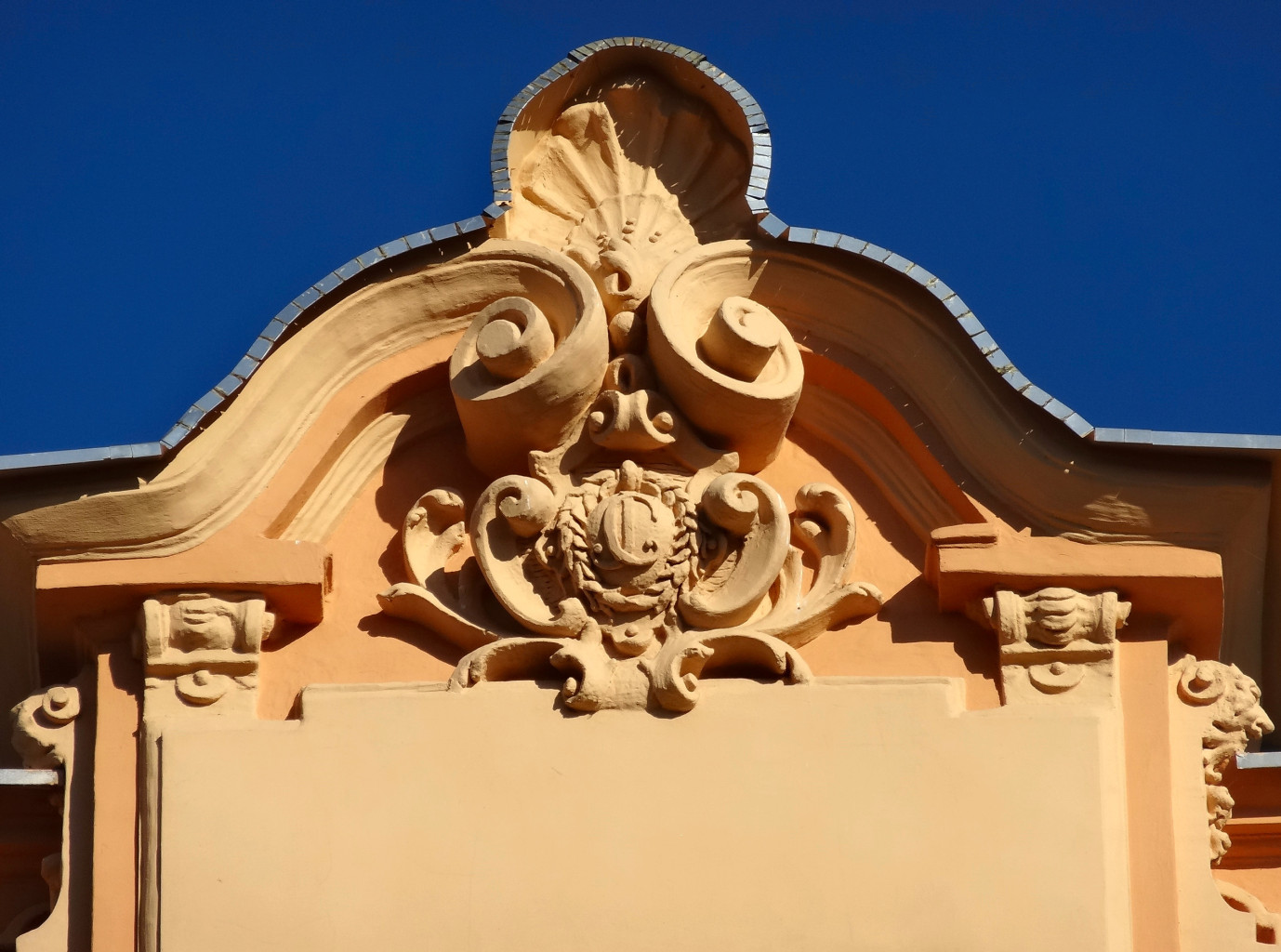
Szczyt
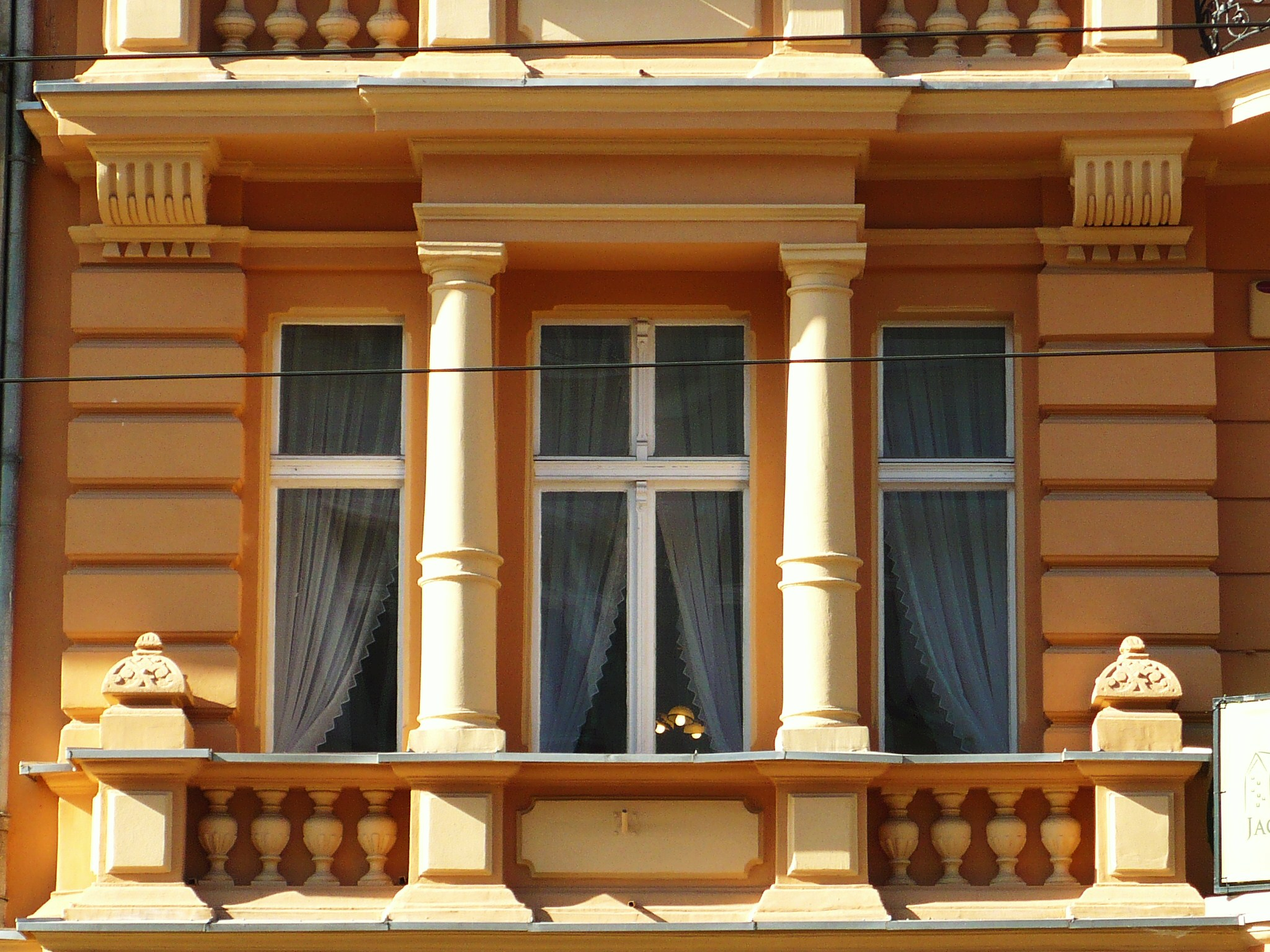
Kolumny